# Whitehorse, South Dakota
Whitehorse är en ort i Dewey County, South Dakota, USA.